# IRIS-T SLM
IRIS-T SLM ( eng. IRIS-T Surface Launched Medium Range) sustav je protuzračne obrane koji je razvila njemačka tvrtka Diehl Defense. Prema opisu proizvođača, raketa IRIS-T SL prikladna je za sveobuhvatnu obranu u krugu od 360° protiv zrakoplova, helikoptera, dronova, krstarećih i balističkih projektila kratkog dometa. Razvoj je završen 2014. godine.

## Tehnologija
Sustavom IRIS-T SLM prvi je put realiziran taktički sustav protuzračne obrane koji je potpuno neovisan o vozilu nosaču. Sve komponente integrirane su u standardizirane okvire ISO-kontejnera od 20 stopa i stoga se mogu transportirati na raznim vozilima – kamionima, brodovima, željezničkim vagonima ili u zrakoplovima, primjerice vojnim transportnim zrakoplovima C-130 i A400M.
Ostale značajke su radar od 360 stupnjeva, mogućnost istovremenog napada na više ciljeva, prikladnost za sve vremenske uvjete i plug-and-fight dizajn, što znači da se komponente poput dodatnih lansirnih uređaja mogu postaviti zajedno prema potrebi. Samo radar, središte taktičkih operacija (TOC) i lanser nude sveobuhvatnu zaštitu u radijusu od 40 km. 

### Radar
Glavni senzor IRIS-T SLM jest trodimenzionalni aktivni elektronički skenirani antenski niz CEAFAR, višenamjenski radar tvrtke CEA Technologies. Omogućuje pokrivenost od 360 stupnjeva, a koristi se i za nadzor zračnog prostora i za pružanje podataka o ciljevima. Po potrebi se može nadopuniti elektrooptičkim senzorima. 

### Središte taktičkih operacija (TOC)
U taktičkom operativnom središtu (TOC) rade dva operatera. Komunikacija s ostalim elementima sustava odvija se radio-vezom ili optičkim kabelom. Osim toga, TOC ima podatkovna sučelja i komunikacijske mogućnosti potrebne za povezivanje s višim upravljačkim ili informacijskim strukturama. Ova vanjska veza može biti u stvarnom vremenu ili s odgodom.

### Lanseri
Raketa-nosač ima osam efektora (raketa) IRIS-T SL. Pokreću se okomito kako bi omogućili pokrivenost od 360 stupnjeva. Lanser je potpuno automatski niveliran i spreman za paljbu samo deset minuta nakon ulaska na položaj. Istovremeni napad na nekoliko ciljeva moguć je zbog velike brzine paljbe. Ponovno punjenje traje oko 15 minuta.
Lanseri imaju sve potrebne elemente kao što su računalo za upravljanje oružjem, generator ili antene, tako da se mogu postaviti do 20 km udaljenosti od TOC-a.

### Raketa
Sustav protuzračne obrane koristi verziju IRIS-T s poboljšanim performansama kao efektor. IRIS-T SL ima poboljšani raketni motor, koji može letjeti do 25 km u visinu i 40 km u duljinu. Osim toga, postoji mogućnost podešavanja cilja pomoću GPS-a i ažuriranja podataka o cilju tijekom leta putem podatkovne veze.
U konačnom pristupu metu detektira infracrveno tražilo koje je već isprobano i testirano s IRIS-T i za koje se kaže da je otporno na smetnje od aktivnih i pasivnih protumjera.
Osnovna verzija IRIS-T koja se nosi na zrakoplovima ima cijenu od oko 400.000 eura. Cijena za IRIS-T SL još nije poznata.

## Troškovi
Nakon napada Rusije na Ukrajinu, Ukrajini je osigurana isporuka oružanog sustava početkom lipnja 2022. Ukrajinski veleposlanik naknadno je izjavio da paket koji se sastoji od visokoučinkovitog radara, lansera i kontrolnog vozila te projektila ima cijenu od 140 milijuna eura.

## Vanjske poveznice
- Luftverteidigungsysteme IRIS-T SLM/SLS diehl.com
- Diehl Defence: IRIS-T SLM youtube.com